# Raphanus raphanistrum subsp. raphanistrum
Raphanus raphanistrum subsp. raphanistrum é uma subespécie de planta com flor pertencente à família Brassicaceae. 
A autoridade científica da subespécie é L., tendo sido publicada em Sp. Pl. 669 (1753).
Os seus nomes comuns são cabrestos, ineixa, labrêsto-branco, rábão, rábão-bravo, rábão-silvestre, saramago, saramago-de-fruto-articulado ou saramago-de-fruto-grosso.

## Portugal
Trata-se de uma subespécie presente no território português, nomeadamente em Portugal Continental, no Arquipélago dos Açores e no Arquipélago da Madeira.
Em termos de naturalidade é nativa de Portugal Continental e do Arquipélago dos Madeira e introduzida no Arquipélago dos Açores.

## Protecção
Não se encontra protegida por legislação portuguesa ou da Comunidade Europeia.